# Vagina dentata

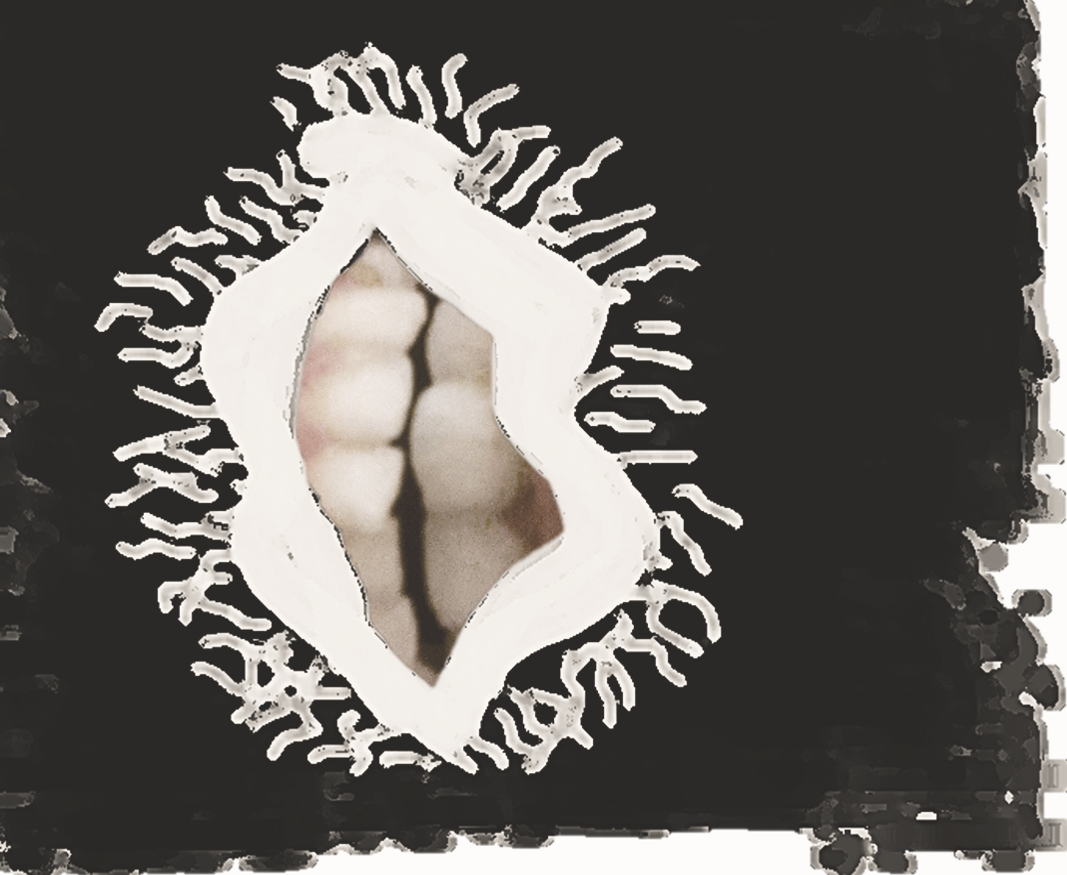
Umělecká představa vaginy dentaty

Vagina dentata je latinský výraz pro „zubatou“, případně též „ozubenou“ pochvu. Jedná se o mýtus a pověst existující v různých kulturách, podle něhož existují ženy, které mají uvnitř pochvy zuby, kterými mohou případnému milenci ukousnout penis. Tyto příběhy byly mnohdy varováním před nebezpečím pohlavního styku s cizí ženou a jejich smysl mohl být i v odrazení od znásilnění.
Koncept vaginy dentaty je významný v klasické psychoanalýze, kde má souvislost s nevědomou úzkostnou obavou z kastrace.
Catherine Blackledge ve své knize Vagina: Otvírání Pandořiny skříňky popisuje vaginu dentatu následovně:
Hladová tlama. Žravý chřtán. Zubatá, hltavá, věčně nenažraná, nenasytná díra. Vagina dentata – ozubená vagina – je starobylá úzkostná představa, která prochází folklorem, mytologií, literaturou, výtvarným uměním i světem snů celého lidstva.
Catherine Blackledge, Vagina: Otvírání Pandořiny skříňky
Motiv vaginy dentaty se objevil například ve filmu Intimní tajemství (Teeth) z roku 2007.